# الار کولترین
الار کولترین (انگلیسی: Ellar Coltrane؛ زادهٔ ۲۷ اوت ۱۹۹۴) یک هنرپیشه اهل ایالات متحده آمریکا است.
او در فیلم خون‌بها و پسرانگی بازی کرده‌است.